# Husky Heights
Le Husky Heights (in lingua inglese: Vette Husky), sono delle vette antartiche, relativamente piatte e coperte di ghiaccio, situate 7 km a est della Haynes Table, che si affacciano sulla testa del Ghiacciaio Brandau, nei Monti della Regina Maud, in Antartide.
La denominazione è stata assegnata dall'Advisory Committee on Antarctic Names (US-ACAN) in associazione con la denominazione dell'Husky Dome, il punto più elevato di queste vette, in onore dei cani da slitta di razza Husky, che avevano permesso alla New Zealand Geological Survey Antarctic Expedition, 1961–62, di arrivare fin sulla vetta.